# Манн, Салли
Салли Манн (англ. Sally Mann; род. 1 мая 1951, Лексингтон, штат Виргиния, США) — американский фотограф.

## Биография
Отец — врач, мать — владелица университетской книжной лавки. После окончания с отличием Холлинс-колледжа (1974, бакалавр) и Беннингтон-колледжа (1975, магистр) Салли Манн стала штатным фотографом Университета Вашингтона и Ли в Лексингтоне.

## Творчество
Известна семейными и детскими фотографиями в традициях пикториализма, моделями для которых часто служила её семья, а также пейзажами американского Юга. Искусствоведы отмечают влияние на творчество Салли Манн фотографий дочерей, которые сделала в середине XIX века британская аристократка Клементина Гаварден.

## Альбомы
- Second Sight (1982)
- At Twelve: Portraits of Young Women (1991)
- Immediate Family (1993)
- Still Time (1996)
- Mother land (1997)
- What Remains (2003)
- Deep South (2005)
- Sally Mann: Photographs and Poetry (21st Editions, 2005)
- Sally Mann (Faces) (Gagosian, 2006)
- Proud Flesh (Aperture & Gagosian, 2009)
- The Flesh and The Spirit (Aperture, 2010)
- Southern Landscape (21st Editions, 2013)
- Hold Still (Little, Brown and Company, 2015)

## Признание
Работы Салли Манн представлены в постоянных экспозициях нью-йоркского Музея современного искусства, музея Метрополитен и др. Журнал Тайм назвал её в 2001 году Фотографом года. Режиссёр Стивен Кантор снял о ней документальные фильмы «Кровные узы» (1994) и «То, что остается» (2005, специальная премия жюри на кинофестивале в Атланте).